# Extensão (anatomia)

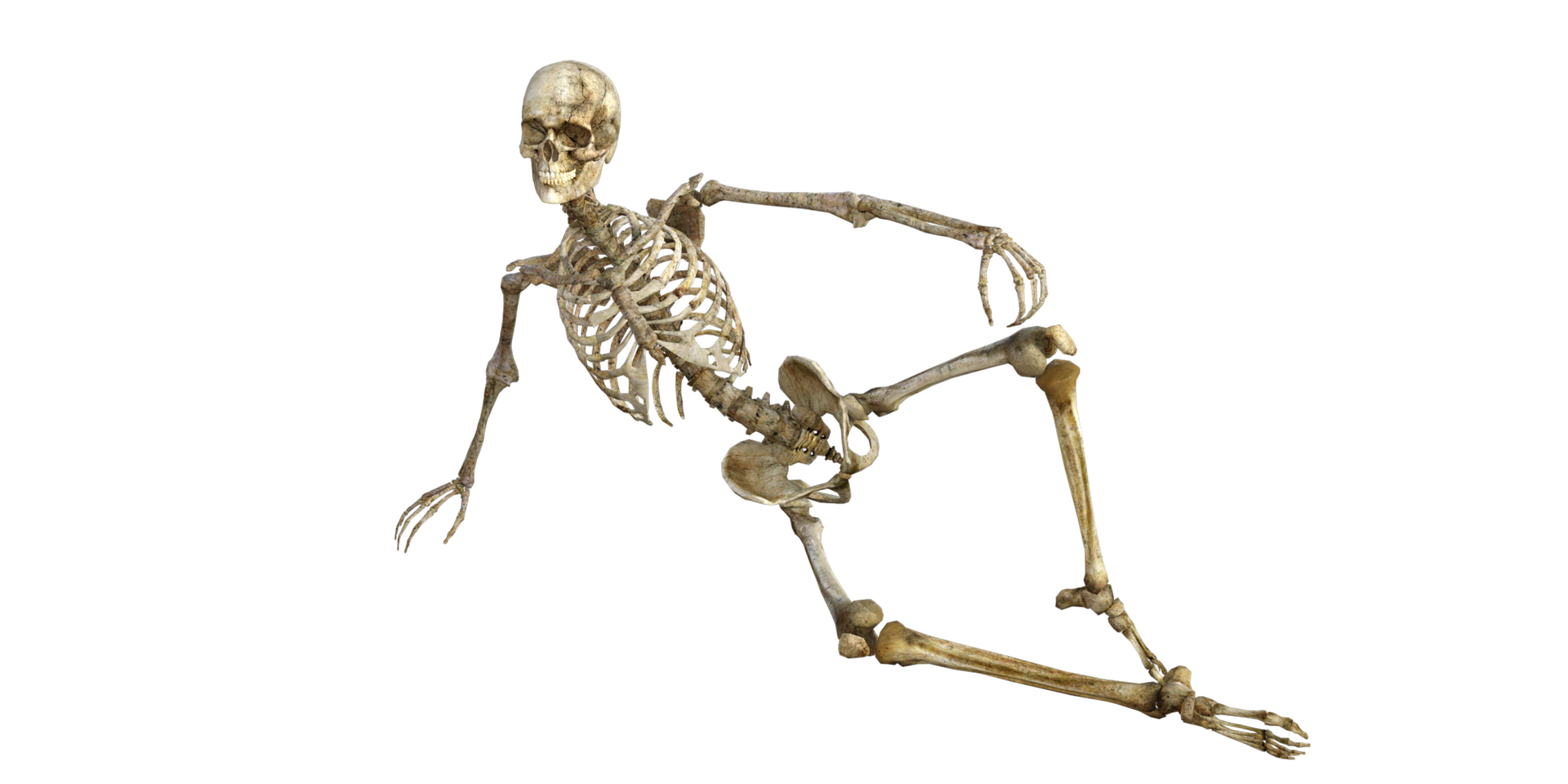
Esqueleto humano com membro superior direito em extensão, enquanto seu membro superior esquerdo está flexionado.

Em Anatomia, extensão corresponde ao aumento do ângulo entre duas estruturas.

## Introdução
Extensão é um termo anatômico de movimento. Ou seja, descreve uma forma de movimentar dada estrutura corporal, retirando-a de sua posição padrão, convencionada pela posição anatômica. Tal movimentação é propiciada pela contração de músculos, que tracionam o esqueleto.
Há diversos termos anatômicos de movimento, dada a grande mobilidade do corpo humano. Além da extensão, destaca-se aqui a flexão, que é seu antônimo. Enquanto a flexão diminui o ângulo entre duas estruturas, a extensão o aumenta.

## Etimologia
Estender, de forma geral, quer dizer esticar, desdobrar. Na Anatomia, tal sentido se mantém: ao passo que a flexão cria dobras (diminui ângulos), a extensão costuma revertê-las (aumentar o ângulo até 180°, retificando as estruturas).

## Sentido e amplitude
A extensão, em contraste com a flexão, ocorre geralmente em sentido posterior. É o caso da extensão do cotovelo, por exemplo, na qual o antebraço se dirige para trás. No entanto, o joelho é uma exceção: quando se estende, a perna se desloca para a frente. Isso se explica pelo desenvolvimento embrionário dos membros. O membro superior sofre um giro de 90° lateralmente, enquanto o membro inferior gira 90° medialmente. O resultado é uma diferença de 180° na posição dos extensores do cotovelo em relação aos extensores do joelho.
A respeito de quão amplo é o movimento, nem sempre a extensão se limita a retificar a estrutura envolvida, para restaurar a posição anatômica. No caso de algumas articulações, como no ombro, é possível prosseguir com a extensão mesmo após a retificação, de modo que o que o braço se pocione posteriormente. No entanto, trata-se novamente de uma exceção: a tendência é de que a extensão total corresponda à retificação, de modo que tentativas de forçar extensões além desse limite causem lesões por hipextensão. A chamada lesão em "chicotada", por exemplo, comum quando há colisão na traseira de um veículo, é causada por uma hiperextensão do pescoço.

## Exemplos
Os músculos que executam a extensão de uma estrutura são chamados, genericamente, de extensores. São exemplos de musculaturas extensoras:
- Músculo latíssimo do dorso - estende o braço;[4]
- Músculo tríceps braquial - promovem a extensão do antebraço;[8]
- Músculo extensor ulnar do carpo, músculo extensor radial curto do carpo e músculo extensor radial longo do carpo - estendem o punho;[9][10]
- Músculo extensor longo do polegar - estende o polegar;[11]
- Músculo extensor curto do polegar - auxilia na extensão do polegar;[12]
- Músculo extensor dos dedos - cumprem a função de estender os dedos 2 a 5 da mão;[9]
- Músculo extensor do dedo mínimo - responsável pela extensão do dedo mínimo da mão;[9]
- Músculo quadríceps femoral - estende a perna;[13]
- Músculo extensor longo dos dedos - atua na extensão dos dedos 2 a 5 do pé;[14]
- Músculo extensor longo do hálux - encarregado da extensão do hálux.[15]